# Culcita schmideliana
Culcita schmideliana is een zeester uit de familie Oreasteridae.
De wetenschappelijke naam van de soort werd in 1805 gepubliceerd door Anders Jahan Retzius.